# Hugo de Schepper
Hugo de Schepper (Aalst, 12 november 1934 – Nijmegen, 29 december 2024) was een tot Nederlander genaturaliseerde Belgische hoogleraar Algemene en Nederlandse geschiedenis van de Nieuwe Tijd voor 1870.

## Loopbaan
De Schepper was docent Middelbaar Onderwijs te Sint-Niklaas van 1956-1961 en werd onderzoeker voor het Nationaal Fonds voor Wetenschappelijk Onderzoek (NFWO) aan de Katholieke Universiteit Leuven, 1961-1963 en 1969-1970. Hij werd rijksarchivaris-paleograaf aan het Algemeen Rijksarchief te Brussel, in 1963-1969 en 1971-1975. In 1976 en vanaf 1979-1984 was De Schepper hoofdmedewerker/gewoon hoogleraar ad personam in ‘Geschiedenis van het recht, in het bijzonder van de staatsinstellingen’ aan de Universiteit van Amsterdam (Rechtenfaculteit), en vervolgens gewoon hoogleraar ‘Algemene en Nederlandse Geschiedenis van de Nieuwe Tijd vóór 1870’ aan de KU Nijmegen (Letterenfaculteit), 1984-2000. Hij was emeritus sinds 1 januari 2001.
In 1973 was De Schepper laureaat van de Koninklijke Vlaamse Academie van België voor Wetenschappen en Kunsten. Hij was mederedacteur en auteur van Algemene Geschiedenis der Nederlanden (dln. V-IX, 1979-1982). Verder nam hij deel aan het Europees onderzoekszwaartepunt van de European Science Foundation over ‘Origines of the Modern State, 12th-18th century’ en was hij in 1989-1994 lid van de werkgroep 'The Legal Instruments of Power', die werd geleid door prof. Antonio Padoa-Schioppa.
De Schepper overleed op 29 december 2024 op 90-jarige leeftijd.

## Enige publicaties
De Schepper heeft een 300-tal publicaties op zijn naam staan. Een selectie:
- H. de Schepper en Geoffrey Parker, ‘The decision-making process in the government of the Catholic Netherlands under the Archdukes, 1596-1621’, in: Geoffrey Parker (ed.), Spain and the Netherlands, 1559-1659. Ten Studies (Fontana Paperbacks, 19791), p. 164-176; Eerder verschenen als ‘The Formation of Government Policy in the Catholic Netherlands under the Archdukes, 1596-1621’, The English historical Review, XCI (1976), p. 241-254.
- E.H. Kossmann, D. Roorda en H. de Schepper (ed.), Bureaucratie en bureaucratisering (Tijdschrift voor Geschiedenis, jg. XC nrs. 3-4, Groningen 1977), 290 p
- H. de Schepper. ‘De Grote Raad van Mechelen, hoogste rechtscollege in de Nederlanden?’, Bijdragen en Mededelingen betreffende de Geschiedenis der Nederlanden, XCI (1978), p. 389-410.
- H. Schepper, Rechter én administratie in de Nederlanden tijdens de zestiende eeuw (Intreerede als gewoon hoogleraar voor de Juridische Faculteit aan de Universiteit van Amsterdam uitgesproken op 22 september 1980, Alphen aan den Rijn 1981), 28 p.
- H. de Schepper, Belgium Nostrum 1500-1650. Over integratie en desintegratie van het Nederland (uitgebreide versie uitgegeven door De Orde van den Prince als Cahier nummer 5, Antwerpen 1987), X-102 p.
- H. de Schepper en J.M. Cauchies, ‘Justicie, gracie en wetgeving: juridische instrumenten van de landsheerlijke macht in de Nederlanden, 1200-1600’, in: H. Soly en R. Vermeir (eds.), Beleid en bestuur in de oude Nederlanden Liber amicorum Prof. Dr. M. Baelde (Uitg. Universiteit Gent – Vakgroep Nieuwe Geschiedenis, Gent 1993), p. 127-181; zelfstandige uitgegeven als ‘Justice, grâce et législation. Genèse de l'état et moyens juridiques dans les Pays-Bas, 1200-1600’ (Centre de recherches en histoire du droit et des institutions, Cahiers nr. 2, Brussel, 1994) 130 p.; Engelse versie ‘Legal Tools of the Public Power in the Netherlands, 1200-1600’, in: W. Blockmans en J.-Ph. Genet (dir.), The Origins of the Modern State in Europe, 13th to 18th Centuries, dl. III: A. Padoa-Schioppa (ed.), Legislation and Justice (Uitg. University Press/European Science Foundation, Oxford 1996), p. 229-268.
- E. Aerts, M. Baelde, H. Coppens, H. de Schepper, H. Soly, A.K.L. Thijs en K. van Honacker (eds.), De centrale overheidsinstellingen van de Habsburgse Nederlanden, 1482-1795 (Brussel 1994), 988 p. ; Franse uitgave id. (eds.), Les institutions du gouvernement central des Pays-Bas Habsbourgeois, 1482-1795, (Brussel 1995), 988 p.
- H. de Schepper, ‘La Franche-Comté, Besançon et les Pays-Bas à la fin du XVIème siècle. Un lien faible?’, in: P. Delsalle en A. Ferrer (eds.), Les Enclaves territoriales aux Temps Modernes, XVIe-XVIIIe siècles. Actes du Colloque International de Besançon (Besançon/Parijs 2000), p. 301-331.
- H. de Schepper en P. Delsalle, ‘El condado de Borgoña y Flandes bajo Carlos V. Relaciones institucionales’, in: J.L. Castellano Castellano en F. Sánchez-Montes González (eds.), Congreso Internacional ‘Carlos V. Europeismo y Universalidad’, Granada, mayo 2000, dl. III: Los escenarios del Imperio (Sociedad estatal para la conmemoración de los centenarios de Felipe II y Carlos V Universidad de Granada; Madrid/Granada, 2001), p. 459-474.
- H. Schepper, ‘Het gratierecht in het Bourgondisch-Habsburgse Nederland, 1384-1633. Vorstelijk prerogatief en machtsmiddel’, in: H. Coppens en K. van Honacker (eds.), Symposium over de centrale instellingen van de Habsburgse Nederlanden, Brussel 3 december 1994. Tien bijdragen over de staat, de regering en de ambtenaren van de 16de tot de 18de eeuw (Standen en Landen – Bijzondere reeks nr. 2, Brussel 1995).
- H. de Schepper, ‘Privileg und Gratia in den Burgundisch-Habsburgischen Niederlanden, 1400-1621. Eine historisch-theoretische Betrachtung’, in: B. Dölemeyer en H. Mohnhaupt (eds), Das Privileg im europäischen Vergleich dl. II (Reeks: Veröffentlichungen des Max-Planck-Instituts für europäische Rechtsgeschichte. Sonderhefte: Studien zur Europäischen Rechtsgeschichte nr. 125, uitg. Vitorio Klostermann, Frankfurt am Main 1999), p. 225-252.
- H. de Schepper, ‘Belgium dat is Nederlandt’. Over identiteiten en identiteitenbesef in de Lage Landen, 1200-1800 (Papieren Tijger, Breda 2014), 128 p.
- ‘Los consejos “A latere principis u de su theniente general” en el País Bajo de los Austrias, 1577/1578-1609. Una presentación’, in: J.E. Hotal Muñoz, D. Raeymaekers, G. Versteegen en P.F. Pirlet (ed.), Las instituciones de los antiguos Países Bajos, siglos XVI-XVII (Philostrato. Revista de Historia y Artes – Instituto Moll Centro de Investgación de Pintura Flamenca España, núm. extraordinario, Madrid, 2018), p. 11-40.
- H. de Schepper, 'A latere principis u de su theniente general’. De regeringsraden naast landsheren en landvoogden in de Habsburgse Nederlanden. Leden instellingen en algemene politiek, 1577/1580-1609. (Koninklijke Vlaamse Academie van België voor Wetenschappen en Kunsten/Uitgeverij Peeters, Leuven, 2023, 1.148 p.)